# Pellaea leucomelas
Pellaea leucomelas är en kantbräkenväxtart som först beskrevs av Georg Heinrich Mettenius och Oskar Kuhn, och fick sitt nu gällande namn av Bak. Pellaea leucomelas ingår i släktet Pellaea och familjen Pteridaceae. Inga underarter finns listade.